# Contea di Cimarron
La contea di Cimarron (in inglese Cimarron County) è una contea dello Stato dell'Oklahoma, negli Stati Uniti. La popolazione al censimento del 2000 era di 3 148 abitanti, scesi a 2 475 dieci anni dopo, in occasione del censimento successivo. Il capoluogo di contea è Boise City.
Nei pressi si trovano i confini dello Stato con altri quattro: Kansas, Colorado, Nuovo Messico e Texas.